# Catión de amonio cuaternario

Catión de amonio cuaternario. Los grupos R pueden ser los mismos o diferentes grupos alquilo o arilo. Además, los grupos R pueden estar enlazados.

El catión de amonio cuaternario es un catión de estructura NR4+, donde R representa un grupo alquilo o un grupo arilo. A diferencia del ion amonio (NH4+) y los cationes de amonio primario, secundario o ternario, los cationes de amonio cuaternario están cargados permanentemente, independientemente del pH de su solución. Las sales de amonio cuaternario o compuestos de amonio cuaternario (comúnmente llamadas aminas cuaternarias) son sales de cationes de amonio cuaternario enlazadas a un anión.

## Resumen
Los compuestos de amonio cuaternario se preparan mediante la alquilación de aminas terciarias, en un proceso llamado cuaternización. Normalmente uno de los grupos alquilo en la amina es mayor que el resto.  Un ejemplo de síntesis típica es la empleada para producir el cloruro de benzalconio, a partir de cadena larga de alquildimetilamina y cloruro de bencilo:

CH3(CH2)nN(CH3)2  +  ClCH2C6H5   →   CH3(CH2)nN(CH3)2CH2C6H5]+Cl-

## Aplicaciones
Los cationes cuaternarios de amonio se utilizan como desinfectantes,  agentes tensoactivos, suavizantes de telas y también como agentes para evitar la estática (como por ejemplo en champús). Algunos espermicidas también contienen sales de amonio cuaternario.
Eliminan los gérmenes, virus , bacterias ( Gram + y Gram -), los hongos y sus hifas, entre otros.

### Agente antimicrobiano
Se ha demostrado que los cationes cuaternarios de amonio poseen también actividades de espermicida y antimicrobiana. Ciertos compuestos de amonio cuaternario, especialmente aquellos que contienen cadenas alquílicas largas, son empleados como agentes antimicrobianos y desinfectantes. Ejemplos de ello son el cloruro de benzalconio, cloruro de bencetonio, cloruro de metilbencetonio, cloruro cetalconio, cloruro de cetilpiridinio, cetrimonio, cetrimida, bromuro de tetraetilamonio, cloruro de didecildimetilamonio y bromuro de domifeno. También es bueno contra los hongos, amebas y virus encapsulados. Los cationes actúan mediante la interrupción de la membrana celular. Los compuestos de amonio cuaternario son letales para una amplia variedad de organismos, excepto endosporas, Mycobacterium tuberculosis y virus no encapsulados.[cita requerida]
En contraste con compuestos fenólicos, compuestos de amonio cuaternario no son muy eficaces en la presencia de compuestos orgánicos. Sin embargo, son muy eficaces en combinación con fenoles. Compuestos de amonio cuaternario son desactivados por jabones, detergentes aniónicos, otros y fibras de algodón. Asimismo, no se recomienda su uso en aguas duras. Los niveles eficaces se encuentran a 200 ppm. Además, son eficaces a temperaturas de hasta 100 °C.
Cabe destacar que las sales de amonio cuaternario corresponden a los productos químicos más populares del sector servicios de alimentos como agentes desinfectantes.[cita requerida]
Contradicción puede causar infertilidad en mujeres

### Como catalizadores de transferencia de fase
En la síntesis orgánica, las sales de amonio cuaternario se utilizan como catalizadores de transferencia de fase (PTC). Tales catalizadores aceleran las reacciones entre los reactivos disueltos en disolventes inmiscibles. El agente diclorocarbono altamente reactivo se genera a través de PTC por reacción de cloroformo e hidróxido sódico..

### Osmolitos
Los compuestos de amonio cuaternario están presentes en osmolitos, específicamente en la betaína glicina, que estabilizan la presión  osmótica en las células.

## Efectos en la salud
Los compuestos de amonio cuaternario muestran una amplia gama de efectos sobre la salud, cuando es expuesto directamente sobre la piel, entre los que se encuentran leves irritaciones de la piel o dificultades respiratorias o, ingerido en altas concentraciones directamente, incluso graves quemaduras cáusticas gastrointestinales o en la epidermis y, dependiendo de la concentración, síntomas gastrointestinales (náuseas y vómitos), coma, convulsiones, hipotensión y muerte. Por lo que se recomienda el uso de guantes y respiradores especiales en la planta de fabricación. No afecta así cuando está diluido, para lo cual se requiere mantener fuera del alcance de los niños como cualquier producto de limpieza personal o doméstica.
Se cree que es el grupo químico responsable de las reacciones anafilácticas que ocurren con el uso de fármacos neuromusculares bloqueantes, durante la anestesia general en cirugía. Así mismo, el cuaternario-15 es el causante común de la dermatitis alérgica por contacto de las manos (16,5%, en 959 casos).